# Aleix Vidal
Aleix Vidal Parreu (Valls, 21 augustus 1989) is een Spaans voetballer die als rechtervleugelspeler en als rechtsachter kan spelen. Hij verruilde Sevilla in augustus 2021 voor Espanyol. Vidal debuteerde in 2015 in het Spaans voetbalelftal.

## Clubcarrière
Vidal speelde tussen 2008 en 2011 voor Espanyol, Panthrakikos, Pobla de Mafumet, Gimnàstic de Tarragona en Mallorca B. In 2011 tekende hij bij Almería, op dat moment actief in de Segunda División. Vidal debuteerde voor de Andalusiërs op 27 augustus 2011 in de wedstrijd tegen Córdoba. In 2013 promoveerde hij met de club naar de Primera División. Vidal debuteerde op 19 augustus 2013 in de Primera División toen hij het met Almería opnam tegen Villarreal. Een maand later maakte hij zijn eerste doelpunt in La Liga tegen Atlético Madrid.

### Sevilla
Vidal tekende in juni 2014 een vijfjarig contract bij Sevilla, dat drie miljoen euro voor hem betaalde aan Almería. Op 23 augustus 2014 maakte hij zijn competitiedebuut voor zijn nieuwe club tegen Valencia, waarin hij meteen trefzeker was. Voor de club kwam hij in zijn eerste jaar 31 competitiewedstrijden in actie. Hij eindigde het seizoen met Sevilla op de vijfde plaats in de Primera División. Vidal speelde datzelfde jaar ook elf wedstrijden in de UEFA Europa League 2014/15. Hij speelde mee in de finale, die op 27 mei 2015 met 3–2 van Dnipro Dnipropetrovsk werd gewonnen.

### FC Barcelona
Vidal tekende in juni 2015 een contract tot medio 2020 bij FC Barcelona, dat circa tien miljoen euro voor hem betaalde. Dit betekende effectief dat Vidal vanaf 1 januari 2016 voor de club zou mogen spelen. Tot die datum mocht geen enkele nieuwe aankoop voor FC Barcelona in actie komen, omdat de club was bestraft vanwege het overtreden van regels bij het aantrekken van minderjarige spelers. Het lukte Vidal niet om door te breken bij Barcelona.

### Sevilla
Na dertig competitiewedstrijd in drie jaar bij FC Barcelona, tekende Vidal in augustus 2018 bij Sevilla. Het lukte hem hier niet om zichzelf weer in de basis te spelen. Sevilla verhuurde hem in juli 2019 voor een jaar aan Deportivo Alavés.

### Espanyol
In augustus 2021 tekende Vidal een tweejarig contract bij zijn voormalige werkgever Espanyol.

## Interlandcarrière
Vidal maakte in 2013 zijn debuut in het Catalaans voetbalelftal. Zijn eerste interland voor Spanje speelde hij op 11 juni 2015, een oefeninterland tegen Costa Rica (2–1 winst) ter voorbereiding op een EK-kwalificatiewedstrijd tegen Wit-Rusland. Hij speelde de eerste helft, waarna Koke hem verving voor de tweede helft.

## Erelijst
| Competitie          |         |                           |         |         |
| Competitie          | Aantal  | Jaren                     |         |         |
| Sevilla             | Sevilla | Sevilla                   | Sevilla | Sevilla |
| ------------------- | ------- | ------------------------- | ------- | ------- |
| UEFA Europa League  | 1x      | 2014/15                   |         |         |
| FC Barcelona        |         |                           |         |         |
| Primera División    | 2x      | 2015/16, 2017/18          |         |         |
| Copa del Rey        | 3x      | 2015/16, 2016/17, 2017/18 |         |         |
| Supercopa de España | 1x      | 2016                      |         |         |